# گرومن سی-۱ تریدر
گرومن سی-۱ تریدر (به انگلیسی: Grumman C-1 Trader) یک هواپیمای ساختِ کارخانهٔ گرومن در کشور ایالات متحده آمریکا است. نخستین استفاده‌کنندهٔ این هواپیما نیروی دریایی ایالات متحده آمریکا بوده‌است. این هواپیما برای نخستین بار در ۴ دسامبر ۱۹۵۲ میلادی مورد استفاده قرار گرفت.